# Pilar Del Rey
Pour les articles homonymes, voir Del Rey.

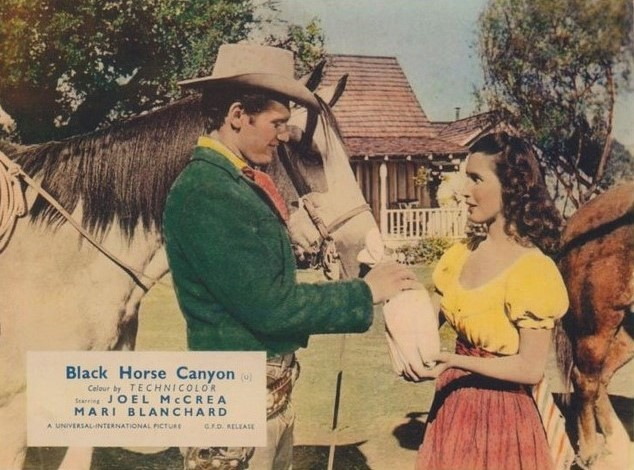
Le Défilé sauvage (1954), poster promotionnel, avec Race Gentry et Pilar Del Rey

Pilar Del Rey (nom de scène de Pilar Bougas), née le 26 mai 1929 à Fort Worth (Texas) et morte le 23 février 2025 à Los Angeles, est une actrice américaine.

## Biographie
Au cinéma, Pilar Del Rey contribue à vingt-deux films américains (notamment des westerns), les deux premiers sortis en 1949, dont Johnny le mouchard de William Castle (avec Howard Duff et Shelley Winters). Suivent entre autres Le Kid du Texas de Kurt Neumann (1950, avec Audie Murphy et Gale Storm), L'Attaque de la rivière rouge de Rudolph Maté (1954, avec Van Johnson et Joanne Dru), Géant de George Stevens (1956, avec Rock Hudson et Elizabeth Taylor), ou encore Une nuit folle, folle de Michael Nankin (en) et David Wechter (1980, avec David Naughton et Eddie Deezen). Son dernier film est La Lambada, la danse interdite (en) de Greydon Clark (1990, avec Laura Harring et Sid Haig), après quoi elle se retire.
À la télévision américaine, elle collabore à trente séries (plusieurs de western), depuis Les Aventures de Kit Carson (quatre épisodes, 1951-1953) jusqu'à Masquerade (un épisode, 1983). Entretemps, mentionnons Les Mystères de l'Ouest (un épisode, 1969), Mannix (deux épisodes, 1975) et Pour l'amour du risque (son avant-dernière série, un épisode, 1984).
S'ajoutent cinq téléfilms, le premier diffusé en 1979, les deux derniers en 1983. Son antépénultième téléfilm est The Night the Bridge Fell Down de Georg Fenady (1980, avec James MacArthur et Desi Arnaz Jr.).

## Filmographie

### Cinéma (intégrale)
- 1949 : Johnny le mouchard (Johnny Stool Pigeon) de William Castle : une jeune mexicaine
- 1949 : Entrée illégale (Illegal Entry) de Frederick de Cordova : la fille de la propriétaire
- 1950 : Le Kid du Texas (The Kid from Texas) de Kurt Neumann : Marguarita
- 1950 : La Dame sans passeport (A Lady Without Passport) de Joseph H. Lewis : une jeune espagnole
- 1951 : Le Signe des renégats (The Mark of the Renegade) de Hugo Fregonese : une jeune mexicaine
- 1952 : Le Miracle de Fatima (The Miracle of Our Lady Fatima) de John Brahm : Maria Dos Anges
- 1953 : Sous les tropiques (Tropic Zone) de Lewis R. Foster : Victoriana
- 1953 : Sombrero de Norman Foster : une invitée de la fête
- 1953 : Vol sur Tanger (Flight to Tangier) de Charles Marquis Warren : une jeune espagnole
- 1954 : Les Rebelles (Border River) de George Sherman : une jeune femme
- 1954 : Le Défilé sauvage (Black Horse Canyon) de Jesse Hibbs : Juanita
- 1954 : La Grande Caravane (en) (Jubilee Trail) de Joseph Kane : Carmelita Velasco
- 1954 : Quand la Marabunta gronde (The Naked Jungle) de Byron Haskin : une indienne
- 1954 : L'Attaque de la rivière rouge (The Siege at Red River) de Rudolph Maté : Lukoa
- 1955 : Le Renard des océans (The Sea Chase) de John Farrow : une esthéticienne
- 1956 : Géant (Giant) de George Stevens : Mme Obregón
- 1958 : Le Retour du satellite (en) (The Flame Barrier) de Paul Landres : une jeune indienne
- 1959 : Quand la terre brûle (The Miracle) d'Irving Rapper et Gordon Douglas : la femme du fermier
- 1966 : And Now Miguel de James B. Clark : Tomasita
- 1980 : Une nuit folle, folle (Midnight Madness) de Michael Nankin (en) et David Wechter : la mère au golf miniature
- 1986 : Stewardess School (en) de Ken Blancato : Sarah Stromboli
- 1990 : La Lambada, la danse interdite (en) (The Forbidden Dance) de Greydon Clark : la reine

### Télévision

#### Séries (sélection)

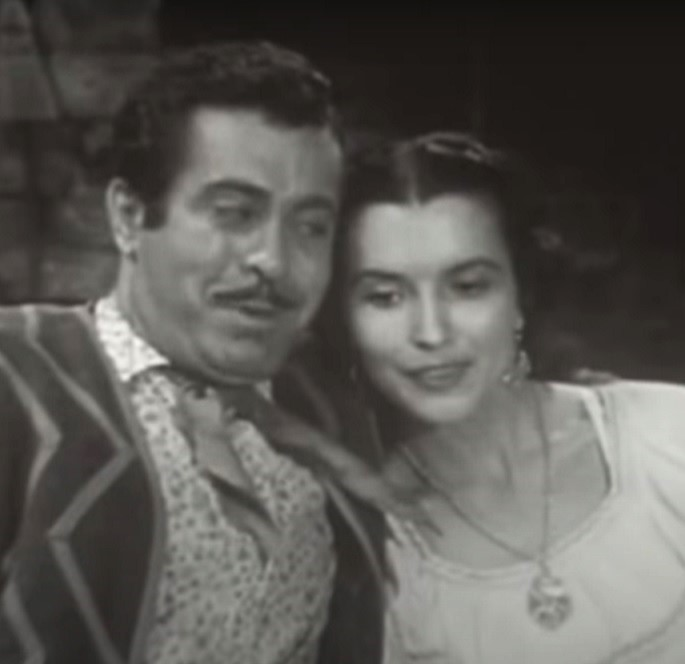
Don Diamond et Pilar Del Rey dans la série Les Aventures de Kit Carson, épisode Border Corsairs (1952)

- 1951-1953 : Les Aventures de Kit Carson (The Adventures of Kit Carson)
  - Saison 1, épisode 3 The Road to Monterey (1951 : Christina Gonzales), épisode 8 Law of the Six Guns (1951 : une serveuse) de Lew Landers et épisode 23 Border Corsairs (1952 : une serveuse) de John English
  - Saison 2, épisode 23 Ventura Feud (1953) de Lew Landers : Carlotta Mesconti
- 1954-1956 : Schlitz Playhouse of Stars
  - Saison 3, épisode 39 Little War at Sam Dede (1954) d'Harold D. Schuster : Pilar Mason
  - Saison 6, épisode 13 A Light in the Desert (1956) : rôle non spécifié
- 1955 : Histoires du siècle dernier (Stories of the Century), saison 2, épisode 2 Apache Kid de William Witney : Tonia
- 1961 : Échec et Mat (Checkmate), saison 2, épisode 6 Juan Moreno's Body de Tom Gries : Maria
- 1961 : Remous (Sea Hunt), saison 4, épisode 30 The Saint Story : Nita Delgado
- 1968 : Daniel Boone, saison 5, épisode 8 Flag of Truce : Moranta
- 1969 : Cher oncle Bill (Family Affair), saison 3, épisode 20 Lost in Spain (Part II) de Charles Barton : la contrôleuse des billets
- 1969 : Les Mystères de l'Ouest (The Wild Wild West), saison 4, épisode 24 La Nuit de l'épidémie (The Night of the Plague) d'Irving J. Moore : l'infirmière mexicaine
- 1969 : Les Règles du jeu (The Name of the Game), saison 2, épisode 5 Chains of Command de Robert Day : Señora Muno
- 1970 : Le Grand Chaparral (The High Chaparral), saison 4, épisode 10 La Fiesta (Fiesta) de John Florea : Mme Martinez
- 1971 : Ah ! Quelle famille (The Smith Family), saison 1, épisode 3 L'Ami de la famille (Chicano) d'Herschel Daugherty : Dolores Santos
- 1973-1975 : Docteur Marcus Welby (Marcus Welby, M.DD.)
  - Saison 5, épisode 5 The Light of the Threshold (1973) de Joseph Pevney : une infirmière
  - Saison 7, épisode 5 The Double-Edged Razor (1975) de Walter Doniger : l'enseignante
- 1974 : Police Story, saison 1, épisode 20 Chief de Virgil W. Vogel : Mme Perez
- 1975 : Mannix, saison 8, épisodes 20 et 21 Oiseau de proie, 1re et 2e parties (Bird of Prey, Parts I & II) de Michael O'Herlihy : la marquise
- 1979 : La Conquête de l'Ouest (How the West Was Won), saison 2, épisode 11 Les Marchands d'esclaves (The Slevers) de Joseph Pevney : Esperenza
- 1980 : Barnaby Jones, saison 8, épisode 12 Run to Death : Louisa
- 1983 : Simon et Simon (Simon & Simon), saison 2, épisode 23 Secret de famille (The Skeleton Who Came Out of the Closet) de Paul Krasny : la femme du fermier
- 1984 : Pour l'amour du risque (Hart to Hart), saison 5, épisode 14 Le Grand Amour de Max (Max's Waltz) de Karen Arthur : Maria
- 1984 : Masquerade, saison unique, épisode 6 Five Days de John Llewellyn Moxey : Inez De Carmona

#### Téléfilms (sélection)
- 1979 : Anatomy of a Seduction de Steven Hilliard Stern : une servante
- 1980 : Fun and Games de Paul Bogart : la grande femme
- 1983 : The Night the Bridge Fell Down de Georg Fenady : Maria
- 1983 : Baby Sister (en) de Steven Hilliard Stern : Rose
- 1983 : Travis McGee (en) d'Andrew V. McLaglen : rôle non spécifié